# Marchirolo
Marchirolo (lombardul: Marchiroeu) település Olaszországban, Varese megyében. Lakosainak száma 3519 fő (2023. január 1.). Marchirolo Cuasso al Monte, Cugliate-Fabiasco, Valganna, Cadegliano-Viconago és Marzio községekkel határos.

## Népesség
A település népességének változása:
| Lakosok száma | 3460 | 3478 | 3519 |
|               | 2017 | 2018 | 2023 |